# Клубный чемпионат мира по футболу 2029
Клубный чемпионат мира по футболу 2029 года — футбольный турнир, который пройдёт с 14 июня по 13 июля 2029 года. Стал 22-м розыгрышем Клубного чемпионата мира по футболу, а также вторым по новому формату, в котором примут участие 32 клуба из шести континентальных конфедераций.

## Выбор хозяина
- Австралия и  Новая Зеландия: 28 июня 2023 года генеральный директор Футбольной Федерации Австралии Джеймс Джонсон[англ.] встретился с Джанни Инфантино в Майами и генеральный директор допустил что Австралия и Новая Зеландия могут принять Клубный чемпионат мира[1].